# Nationaal Park De Meinweg
Nationaal Park De Meinweg is een nationaal park met een omvang van ongeveer 18 km² in de Nederlandse provincie Limburg ten oosten van Roermond, gemeente Roerdalen. Het wordt beheerd door Staatsbosbeheer.
Het gebied wordt langs drie zijden omsloten door Duitsland en is onderdeel van het Duits-Nederlandse Grenspark Maas-Swalm-Nette. De Meinweg bestaat uit een voor Nederland uiterst zeldzaam terrassenlandschap met steile overgangen tussen deze terrassen. Het hoogste punt in het gebied is het Wolfsplateau met circa 80 meter boven NAP. Dit unieke landschap is in de loop van tienduizend jaren ontstaan door inschuring van het water van de Maas en Rijn in combinatie met drie breukvlakken in de aarde die door het nationaal park lopen (onder andere de Peelrandbreuk). De Meinweg wordt dwars doorsneden door twee beken, De Rode Beek en de Boschbeek, die het water van de plateaus naar de Roer voeren.

## Geschiedenis
Tussen 1954 en 1962 werd in het gebied de Staatsmijn Beatrix aangelegd, na de voltooiing van twee schachten werden alle activiteiten gestaakt. Het gebied is in 1990 door de toenmalige minister van Landbouw, Natuurbeheer en Visserij aangewezen als natuurgebied. Het gebied was in gemeenschappelijk eigendom en gebruik van de omliggende veertien dorpen. Dit gemeenschappelijke karakter gaf ook de naam aan het gebied: "mein" betekent gemeenschappelijk. Een deel van het gebied was eikenhakhoutbos. Voor de mijnbouw zijn veel dennenbomen aangeplant voor stuthout. Hierdoor en door verdroging werden de heide en het aanwezige hoogveen steeds meer verdrongen.
In het gebied lag het voormalige Kolleg St. Ludwig met daarbij in het bos de begraafplaats met de Sint-Ludwigkapel. Het oude kloostergebouw, waar sinds 1990 de bekende goeroe Maharishi Mahesh Yogi zich had gevestigd, werd in 2015 gesloopt. Daarvoor in de plaats werd een dorp gebouwd (in Indiase bouwstijl) waar het gedachtegoed van de goeroe wordt voortgedragen. Het dorp draagt de naam Maharishi European Research University (MERU), waar de leer van de Transcendente meditatie (waarvan Maharishi de grondlegger was) centraal staat. De Sint-Ludwigkapel met begraafplaats is bewaard gebleven en ligt buiten het MERU-terrein.

## Flora
Er zijn diverse biotopen aanwezig: eiken-berkenbossen, dennenbossen, broekbossen, droge en natte heide en vennen en beekdalen. Vooral in de natte delen en hier en daar op de heide komen bijzondere soorten voor, zoals ronde zonnedauw, kleine zonnedauw, beenbreek, gagel en klokjesgentiaan.

## Fauna
In dit gebied komen diverse soorten zoogdieren voor, waaronder wild zwijn, vos, bunzing, steenmarter, ree en hermelijn.
Er zijn 110 soorten vogels waargenomen, waaronder regelmatig kraanvogels, en er hebben minimaal 60 soorten vogels in dit gebied gebroed.
De Meinweg is zeer bekend vanwege het grote aantal soorten reptielen en amfibieën. De reptielen zijn: adder, gladde slang, zandhagedis, levendbarende hagedis en hazelworm. De min of meer zeldzame amfibieën zijn poelkikker, heikikker, knoflookpad, rugstreeppad, alpenwatersalamander, kamsalamander en vinpootsalamander; de zeldzaamste soort, de knoflookpad, is behoorlijk achteruitgegaan.
Het aantal waargenomen libellensoorten is uniek in Nederland. Er zijn 50 dagvlindersoorten waargenomen en 340 soorten nachtvlinders. Ook leeft er een belangrijke populatie van de groene jachtspin.
In 2023 werden in het nationaal park voor het eerst in Nederland jonge bidsprinkhanen en eitjes aangetroffen. Ze behoorden tot de soort van de Europese bidsprinkhaan. Daarmee werd voor het eerst in Nederland vastgesteld dat bidsprinkhanen zich in Nederland voortplanten.

## Natura 2000
Het gebied Meinweg is op 4 mei 2013 aangewezen als Natura 2000-gebied. Het Natura 2000-gebied Meinweg en het gebied van het Nationaal Park De Meinweg komen een eind overeen, maar zijn niet hetzelfde

#### Beschrijving door Ministerie LNV
- Uitgebreide gebiedsbeschrijving van het Ministerie van Landbouw, Natuur en Voedselkwaliteit.

## Ontwikkelingen

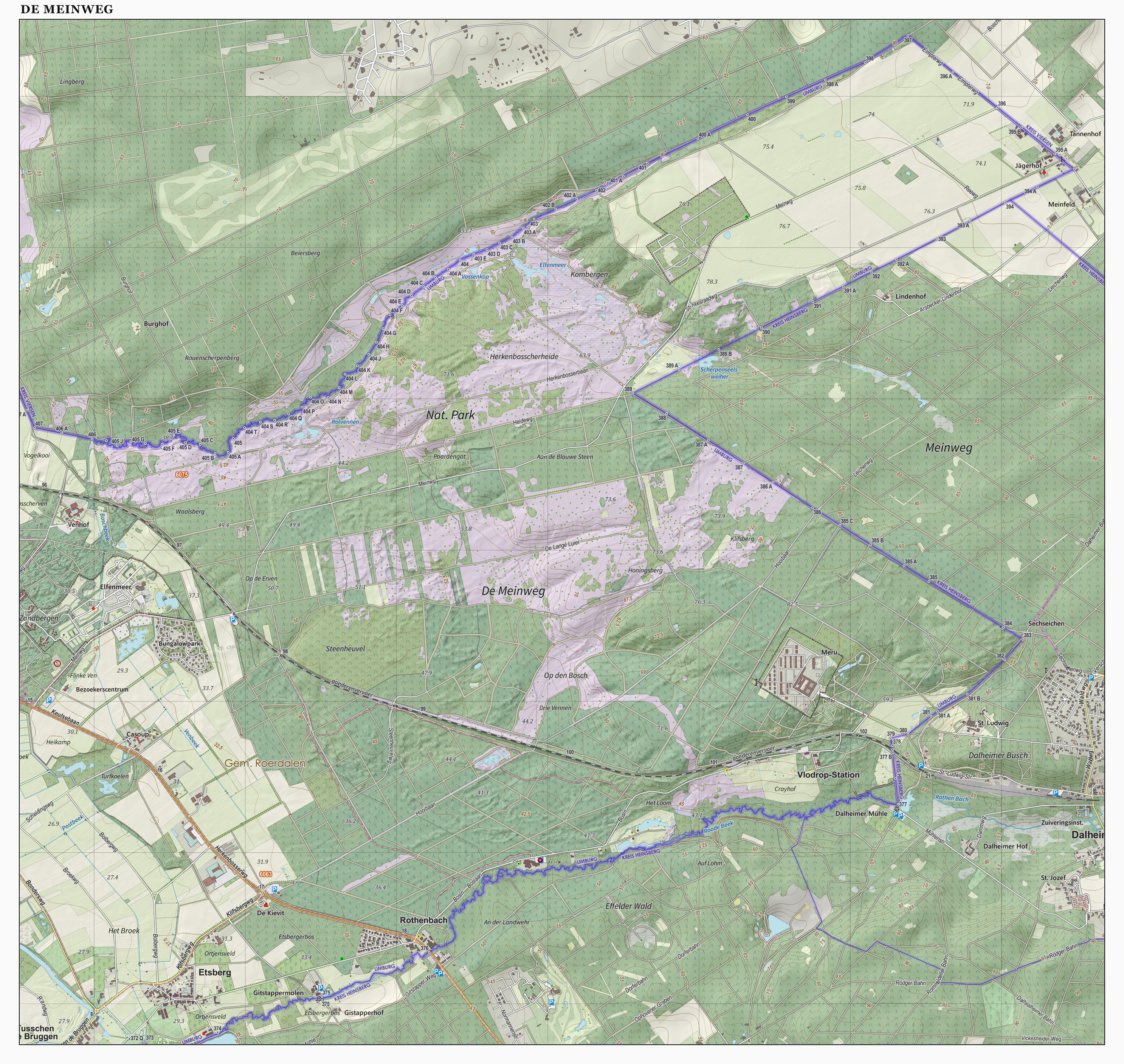
Topografische kaart van De Meinweg, per december 2015

Langs de vennen komt na flinke ingrepen weer hoogveen tot ontwikkeling. Een deel van de naaldbomen en de niet-inheemse boomsoorten wordt langzamerhand verwijderd ten gunste van inheemse soorten.
Gedurende meer dan tien jaar is ten behoeve van de adder gewerkt aan verbindingszones tussen de vochtige heidegebieden in het park. Als gevolg hiervan komt dit reptiel weer vaker voor. Als sluitstuk van het project liet Staatsbosbeheer in 2014 een faunapassage in de vorm van een goot met lichtdoorlatende roosters aanleggen onder de Boslaan, omdat die nog een barrière vormde.

### Bedreigingen
In Duitsland wordt op grote schaal dagmijnbouw van bruinkool gepleegd. Voor het project "Garzweiler II" is een ontwateringsvergunning afgegeven waarvan de gevolgen in het nationaal park merkbaar kunnen worden.
Sommigen zien het heropenen van de IJzeren Rijn als een bedreiging. Dit is de oude spoorlijn van Antwerpen naar het Ruhrgebied die sinds 1991 niet meer wordt gebruikt. België heeft de bedoeling deze lijn in gebruik te nemen. Nederland verzette zich daar onder andere tegen met een beroep op de natuurwaarden van Nationaal Park de Meinweg, maar het Permanent Hof van Arbitrage heeft de Belgische regering in het gelijk gesteld. Er is een plan geopperd om de IJzeren Rijn via Venlo te laten lopen. Op deze manier zou het natuurgebied volledig worden ontzien. De Belgische minister heeft gezegd hier niet onwelwillend tegenover te staan. De plannen bevinden zich in de overlegfase.

### Recreatie

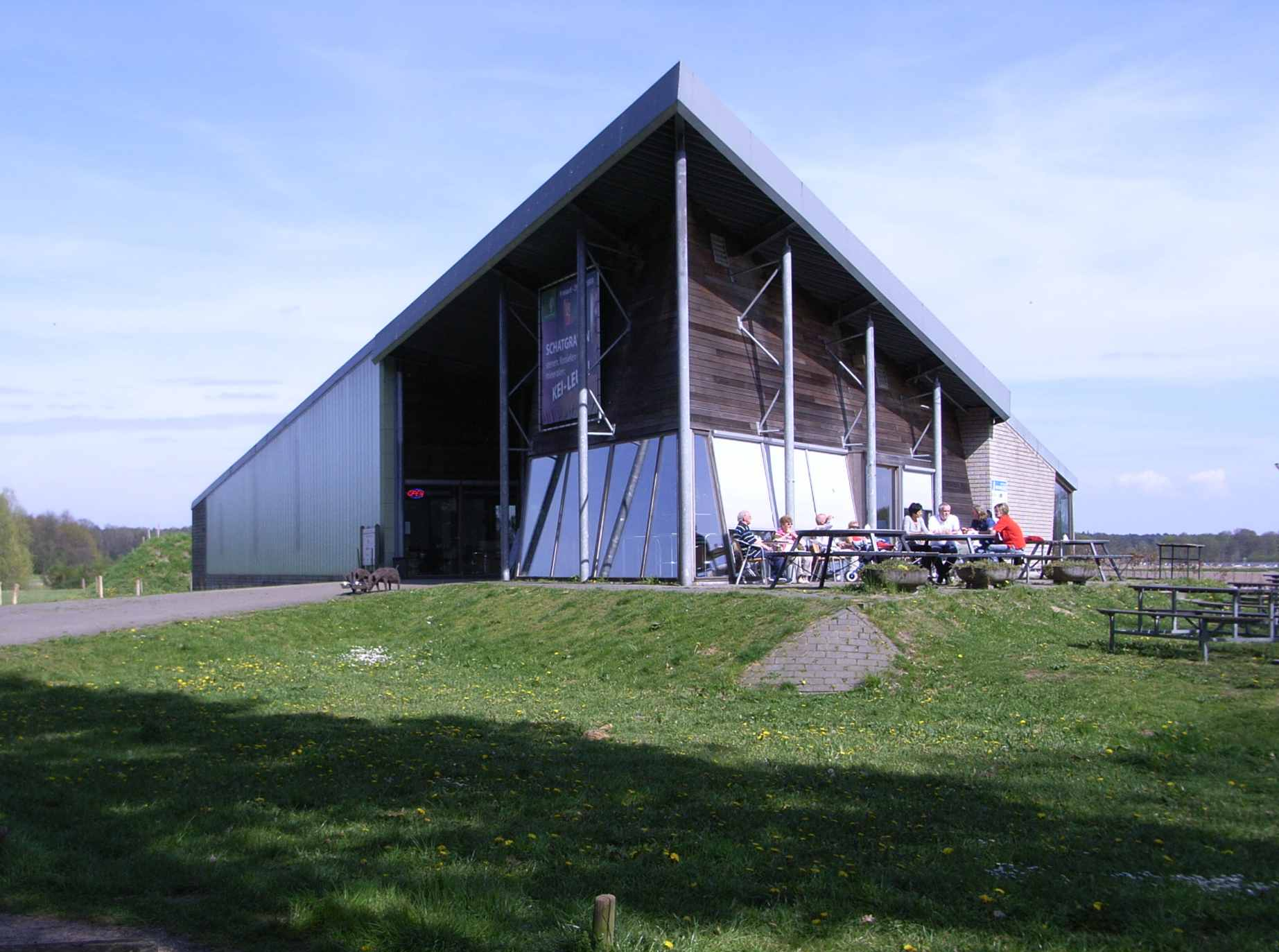
Bezoekerscentrum De Meinweg

Aan de rand van het nationaal park ligt het bezoekerscentrum De Boshut, dat het hele jaar door geopend is. Het werd gebouwd in 1999 en vormt een geheel met de omgeving. Hiervoor zorgt het sedumdak, dat naast een natuurlijke uitstraling ook een functie heeft om regenwater op te vangen en het gebouw koel te houden in de zomer.
In het bezoekerscentrum is een winkel waar natuurgerelateerde producten gekocht kunnen worden, een tentoonstellingsruimte en een brasserie gevestigd. Gedurende het jaar worden hier verschillende activiteiten zoals wisseltentoonstellingen en themamiddagen georganiseerd. In het bezoekerscentrum is informatie beschikbaar over de wandelroutes in De Meinweg.
Naast het bezoekerscentrum is een speelbos gelegen met labyrinten, speeltuigen, een klimbos en een waterspeelplaats.